# Asterix e la corsa d'Italia
Asterix e la corsa d'Italia (in francese Astérix et la Transitalique) è il 37° albo della serie Asterix, pubblicato in tutto il mondo il 19 ottobre 2017. È il terzo scritto da Jean-Yves Ferri e disegnato da Didier Conrad.

## Trama
In una infuocata seduta al Senato, il potente e corrotto Lactus Bifidus viene accusato di finanziare le sue orge con i fondi pubblici destinati alla manutenzione delle strade romane, un tempo vanto dell’Impero ma adesso piene di buche. Il senatore risponde improvvisando l’annuncio di una grande corsa attraverso la penisola, aperta a tutti i popoli del mondo conosciuto, «per dimostrare in modo schiacciante l’eccellenza delle nostre strade!». Giulio Cesare approva l’idea a una condizione: il vincitore dovrà essere a tutti i costi romano, altrimenti Lactus Bifidus verrà spedito ad appiattire le strade nella lontana Cirenaica. Quei piani vengono fatti saltare dall'intervento di Asterix e Obelix, che decidono di iscriversi alla Corsa d’Italia; mentre, infatti, i due portano Matusalemix da un dentista in un mercato di Darioritum, incontrano una sibilla che predice che Obelix sarà campione delle bighe, al che Obelix acquista subito a credito una biga sportiva, si ritira dal suo lavoro di vendita di menhir e si iscrive alla Corsa d’Italia insieme ad Asterix. Alla corsa partecipano concorrenti di tutto il mondo antico, dalla Persia alla Grecia, dalla Lusitania alla Nubia, dalla Sarmatia alla Britannia, e persino i pirati. Inoltre, i protagonisti avranno modo di fare la conoscenza dei popoli dell'Italia antica e delle loro cucine tradizionali.
La corsa ha come partenza Monza e si conclude a Napoli. Lungo il percorso l'auriga del carro rappresentante Roma più volte, nell'incitare i cavalli, invoca il proprio nome "Coronavirus, Coronavirus". Alla fine, solo cinque equipaggi riescono a tagliare il traguardo e i due Galli vincono per un soffio contro Giulio Cesare, tradito da una buca della strada a pochi metri dall'arrivo, sostituitosi in segreto all'auriga, in un ultimo tentativo di salvare l'onore di Roma ed il cui carro si blocca proprio in vista al traguardo causa proprio una buca. Stanco di voler gareggiare e soddisfatto della vittoria, Obelix dona il trofeo ad Asterix, che però lo cede ai Kushiti, arrivati secondi, che lo cedono ai Sarmati, terzi classificati, che lo donano ai Greci, quarti, e infine ai Lusitani, perennemente in ritardo, che ne richiedono l'equivalente in sesterzi. Obelix dichiara dunque di voler tornare a casa per  riprendere a fabbricare menhir.

## Personaggi principali
- Asterix: l'eroe gallico del villaggio, sempre accompagnato dal suo amico Obelix e dal cane Idefix. Asterix è basso, mingherlino ma molto forte grazie alla bevanda magica del druido Panoramix. Ha i capelli biondi. Sull'elmo ha delle alette che si muovono a seconda del suo umore.
- Obelix: portatore di menhir, è il migliore amico di Asterix e lo accompagna sempre nelle sue avventure. Grosso e robusto, ama fare a botte con i Romani e mangiare cinghiali arrosto; da piccolo è caduto dentro la bevanda magica del druido e da allora è diventato invincibile. In questa storia si prende una cotta per una bella ragazza che, come al solito, non lo ricambia.
- Idefix: cane di Obelix, è ecologista e non sopporta che un albero venga abbattuto.
- Giulio Cesare: il famoso condottiero romano che conquistò la Gallia e che scrisse il De bello Gallico.

## Competitori
| Squadra  | Membri                             | Motivo                  | Posizione | Info aggiuntive |
| -------- | ---------------------------------- | ----------------------- | --------- | --- |
| Galli    | Asterix Obelix                     | Gallo                   | Prima     | Cavalli rubati dai Romani in cambio di quattro menhir. |
| Kushiti  | Tutakosh Tutanpeth                 | Geroglifico di ghepardo | Seconda   | Il carro è guidato da delle zebre. Tutanpeth si innamora di Idefix. |
| Sarmati  | Tekaloadov Wotaloadov              | Orso                    | Terza     | |
| Greci    | Yudabos Attalos                    | Vello d'oro             | Quarta    | |
| Lusitani | Micafes Pesceless                  | Pesce                   | Quinta    | Sempre in ritardo a causa delle riparazioni del carro. Nonostante la loro ultima posizione, ottengono loro il trofeo.                                                                                           |
| Bretoni  | Madmax Ecotax                      | Leoni                   | Ritirati  | Carro sabotato dopo la tappa a Parma. |
| Romani   | Coronavirus Bacillus Giulio Cesare | Aquila                  | Ritirati  | Il favorito Coronavirus (vero nome Testus Terone) si ritira dopo aver scoperto che il suo copilota imbrogliava ed è sostituito da Giulio Cesare, che viene bloccato sul filo del traguardo proprio da una buca. |
| Pirati   | Barba Rossa Babà                   | Jolly Roger             | Ritirati  | Il loro carro affonda in una palude a Venexia. |
| Cimbri   | Zerogluten Betakaroten             | Cranio e corna di alce  | Ritirati  | Schiavi di Bifidus, sabotano molti altri carri in modo da assicurare la vittoria ai Romani. Eliminati quando Obelix distrugge il loro carro.                                                                    |
| Normanni | Risopilaf Idroscaf                 | Scudi                   | Ritirati  | Ritirati a causa del malessere dovuto al buon tempo e alla civiltà. |
| Persiani | Ignoti                             | Toro                    | Ritirati  | Eliminati per sabotaggio. |

## Riferimenti storici
Compaiono riferimenti e parodie di personaggi e opere d'arte:
- La Gioconda (pagina 28)
- Luciano Pavarotti (pagine 22 fino a 24)
- Silvio Berlusconi (pagine 42 fino a 44)
- Alain Prost (pagina 39)
- Sophia Loren (pagina 41)
- Leonardo da Vinci (pagina 26)
- Monica Bellucci (pagina 28 e 29)
- Serena e Venus Williams
- Roberto Benigni (pagine 15 e 22)
- Bud Spencer (pagine 15 e 22)

## In altre lingue
- asturiano: Astérix n'Italia - Salvat Editores S.A.,  Spagna, 2017
- basco: Asterix Italian - Salvat Editores S.A.,  Spagna, ottobre 2017
- catalano: Astèrix a Itàlia - Salvat Editores S.A.,  Spagna, ottobre 2017
- galego: Astérix en Italia - Edicións Xerais de Galicia (Edicións Xerais),  Spagna, ottobre 2017
- finlandese: Kilpa-ajo halki Italian - Egmont Kustanus Oy,  Finlandia, ottobre 2017
- francese: Astérix et la Transitalique - Hachette,  Francia, ottobre 2017
- inglese: Asterix and the Chariot Race - Orion,  Regno Unito, 2017
- norvegese: Italia Rundt på tvers - Egmont Serieforlaget AS, Oslo,  Norvegia, ottobre 2017
- olandese: Asterix en de race door de Laars - Éditions Albert René (Hachette Livre),  Paesi Bassi, 2017
- polacco: Asteriks w Italii - Egmont Poland Ltd., Varsavia,  Polonia, ottobre 2017
- portoghese: Astérix e a Transitálica - Edições ASA, Lisbona,  Portogallo, 2017
- tedesco: Asterix in Italien - Egmont Ehapa Verlag,  Germania, 2017
- spagnolo: Astérix en Italia - Salvat Editores S.A.,  Spagna, ottobre 2017
- svedese: Asterix och det Stora Loppet - Egmont Kärnan AB, Malmö,  Svezia, ottobre 2017